# Congorock
Congorock, pseudonimo di Rocco Rampino (Squinzano, 11 febbraio 1983), è un disc jockey e produttore discografico italiano.
I suoi dischi sono prodotti dall'etichetta newyorkese Fool’s Gold, di A-Trak e di Nick Catchdubs dei Chromeo. e dall'Ultra Music Records.

## Biografia
Nato a Squinzano, si avvicinò giovanissimo alla musica sotto l'influenza del padre, ex chitarrista di Adriano Pappalardo e appassionato di musica elettronica. Nel 2001, a 18 anni, si trasferì a Forli dove si inserisce nella scena musicale screamo come chitarrista dei La Quiete e dei The Death of Anna Karina, con cui ha realizzato diversi dischi su 7″, LP e CD e ha girato in tour in Europa e Stati Uniti d'America. Successivamente si sposta a Milano. Di questi anni è la sua collaborazione con Populous, Pierpaolo Leo e Jukka Reverberi per l'album Echoes of The Whales.
Nel 2007 esordì con il progetto Congorock collaborando con The Bloody Beetroots per il primo singolo Rombo. Grazie a questa collaborazione fu notato da MSTRKRFT che lo portò con sé durante il suo tour nordamericano del 2008. Dopo il tour firmò un contratto discografico con la Fool's Gold Records per cui il 17 marzo 2009 pubblicò il suo primo EP: Runark (co-prodotto insieme a The Bloody Beetroots). Lo stesso anno collaborò con il duo italiano Blatta & Inesha per la produzione di Stepoff! e People apparsi sull'album Revolution e decise di trasferirsi a Los Angeles.
Il successo internazionale arrivò nel 2010, grazie al singolo Babylon contenente un original mix, una dub version ed una versione a cappella e a due fortunati remix: Somebody to Love Me di Mark Ronson e One dei Swedish House Mafia. Babylon è stata inserita in due compilation del Ministry of Sound: Annual 2011 e Addicted To Bass. Lo stesso anno si esibì per la prima volta al Winter Music Conference. Nel 2011 andò in tour nel sud est asiatico assieme al compagno di etichetta A-Trak e in Australia. L'11 novembre 2011 insieme ad Alessandro Benassi, cugino e collaboratore di Benny Benassi produce la traccia Sirius. Nello stesso anno, un suo brano viene inserito nella colonna sonora della nuova versione del videogioco Mortal Kombat.
Nel 2012 viene messo sotto contratto dalla Ultra Music Records con la quale ha pubblicato l'EP Ivory che oltre alla versione originale può annoverare i remix ufficiali di Mumbai Science, The Bloody Beetroots e Laidback Luke. Dopo Ivory, Congorock ha remixato la traccia di The Bloody Beetroots Church Of Noise con Dennis Lyxzén (Refused) alla voce. Il 20 marzo 2012, ha pubblicato Monolith / Agarta. Monolith è stato incluso nella compilation di Benny Benassi "Cavo Paradiso 2012".
Nel corso del 2012 ha poi collaborato con il progetto dance Stereo Massive e il rapper giamaicano Sean Paul per la traccia Bless Di Nation. In seguito ha remixato la canzone We Run the Night di Havana Brown e Pitbull. Lo stesso anno inizia una collaborazione anche con Rihanna per cui remixa la canzone Diamonds e partecipa al 777 Tour facendo il DJ set d'apertura. Il suo progetto più recente è il remix della canzone dei Clockwork "Titan".
Il 16 novembre 2012 ha pubblicato, come remixer ufficiale, la hit Tensione evolutiva di Lorenzo Cherubini.
È chitarrista della band punk hardcore Rifoki, formata da Sir Bob Cornelius Rifo (The Bloody Beetroots) e Steve Aoki con cui nell'inverno 2010 ha pubblicato un EP chiamato Sperm Donor.
Nell'estate 2013 è resident dj al Cocoricò di Riccione nelle serate Diabolika.

## Discografia

### Singoli ed EP
- 2009 - Runark
- 2009 - Revolution (feat. Blatta & Inesha)
- 2011 - Babylon
- 2011 - Ivory
- 2011 - Monolith
- 2012 - Bless Di Nation (With Stereo Massive feat. Sean Paul)
- 2012 - Liu Kang's Theme
- 2012 - Lost (With AN21 & Max Vangeli)
- 2013 - Minerals (With Nom De Strip)
- 2013 - Seth
- 2014 - Syntemilk (feat. Daddy's Groove)
- 2014 - Infinite Mana (With Clockwork)

### Remix
- 2010 - Mark Ronson – Somebody to
- 2011 - Benny Benassi (Feat T-Pain) – Electroman
- 2011 - Berou Canblaster – Kapongo Dance
- 2011 - Benny Benassi (Feat Gary Go) – Cinema
- 2011 - Blatta & Inesha – Bite Your Lip
- 2011 - The Bloody Beetroots (Feat Dennis Lyxzén) – Church of Noise
- 2012 - Havana Brown (feat Pitbull) - We Run the Night
- 2012 - Rihanna - Diamonds
- 2012 - Clockwork - Titan
- 2013 - Zeds Dead & Omar Linx - Cowboy
- 2013 - Laidback Luke (Feat Majestic) - Pogo
- 2013 - Jovanotti - Tensione Evolutiva
- 2016 - Myss Keta - Le Ragazze di Porta Venezia (Versione A Ferro e Fuoco)